# 尤金纽斯·瓦尔明
約翰尼斯·尤金纽斯·比洛·瓦尔明（Johannes Eugenius Bülow Warming，1841年11月3日—1924年4月2日）为丹麦植物学家，生态学的建立者。